# Fuchsia scherffiana
Fuchsia scherffiana är en dunörtsväxtart som beskrevs av Éduard-François André. Fuchsia scherffiana ingår i släktet fuchsior, och familjen dunörtsväxter. Inga underarter finns listade i Catalogue of Life.